# Qandīlū
Qandīlū (persiska: قندیلو) är en ort i Iran.   Den ligger i provinsen Östazarbaijan, i den nordvästra delen av landet, 500 km väster om huvudstaden Teheran. Qandīlū ligger 2 087 meter över havet och antalet invånare är 105.
Terrängen runt Qandīlū är lite bergig. Runt Qandīlū är det tätbefolkat, med 459 invånare per kvadratkilometer. Närmaste större samhälle är Āz̄arshahr, 17,7 km väster om Qandīlū. Trakten runt Qandīlū består i huvudsak av gräsmarker.